# 1387 Kama
1387 Kama este un asteroid din centura principală, descoperit pe 27 august 1935, de Pelagheia Șain.